# Château-Thébaud
Château-Thébaud is een gemeente in het Franse departement Loire-Atlantique (regio Pays de la Loire). De plaats maakt deel uit van het arrondissement Nantes. Château-Thébaud telde op 1 januari 2022 3.138 inwoners.

## Geografie
De oppervlakte van Château-Thébaud bedroeg op 1 januari 2022 17,64 vierkante kilometer; de bevolkingsdichtheid was toen 177,9 inwoners per km².

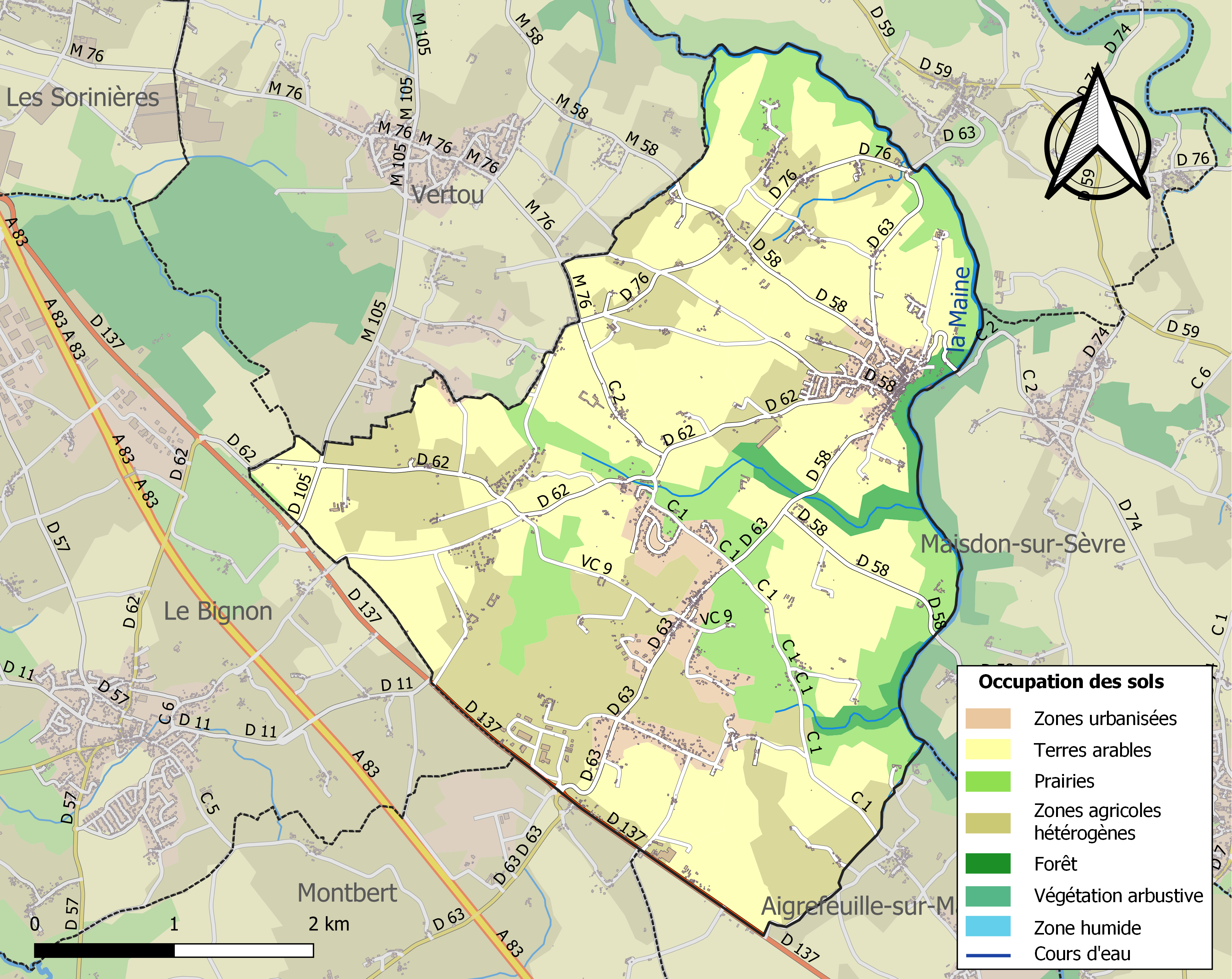
Kaart van de gemeente met de belangrijkste infrastructuur, bodemgebruik en omliggende gemeenten

## Demografie
Onderstaande figuur toont het verloop van het inwonertal (bron: INSEE-tellingen).